# Jadi Mulya (Nibung)
Jadi Mulya is een bestuurslaag in het regentschap Musi Rawas van de provincie Zuid-Sumatra, Indonesië. Jadi Mulya telt 735 inwoners (volkstelling 2010).